# Миоко (тежък крайцер, 1927)
Миоко (на японски: 妙高) е тежък крайцер на Императорските ВМС на Япония. Главен кораб на типа „Миоко“. Носи името „Миоко“ в чест на вулкана с височина 2454 м в префектура Ниигата.
Има активно участие в бойните действия на Тихоокеанския театър на военните действия през Втората световна война в периода 1941 – 1944 г. Тежко повреденият „Миоко“ е пленен от англичаните в Сингапур и потопен в през 1946 г. в Малакския пролив.

## Строителство
Поръчката за строителството на първата двойка 10000-тонни крайцери на стойност по 21,9 млн. йени в рамките на Програмата за попълнение на флота от 12 година от Тайшо е издадена през пролетта на 1923 г. На 10 декември 1923 г. на крайцер № 5 (първият в двойката) е присвоено названието „Миоко“, в чест на планината в югоизточната част на префектура Ниигата. Това име в Японският императорски флот се използва за първи път, макар по-рано да е сред запазените за имена на 8000-тонните кораби от програмата „8 – 8“.
На 25 октомври 1924 г. корпусът на новия крайцер е заложен на стапел № 2 на Арсенала на флота в Йокосука, първи в серията. Година по-рано корабостроителницата силно пострадва от земетресение, и заложеният месец по-късно в Куре еднотипен „Начи“ се строи по-бързо. Обаче изоставането е нивелировано от падането, на 24 декември 1925 г., на два портални крана, което задържа спускането на „Начи“ от стапела с осем месеца.
„Миоко“ е спуснат на вода на 16 април 1927 г. в присъствието на император Хирохито и 150000 зрители. „Начи“ е спуснат след два месеца, обаче неговото дострояване на вода върви по-бързо, тъй като за Арсенала на Йокосука по-приоритетни са задачите за преустройството на линкора „Кага“ в самолетоносач и модернизацията на линейния крайцер „Харуна“. На ходовите изпитания от 15 април 1929 г. при Татеяма при водоизместимост 11923 тона и мощност на машините от 131 763 к.с. „Миоко“ развива скорост от 35,225 възела, което е малко по-малко от проектните 35,5. На 31 юли същата година крайцерът е приет във флота, трети от своята серия, след „Начи“ и „Хагуро“. Въпреки това, официално типът продължава да носи неговото име.
Визуалното отличие на представителите на типа е в броя и разположението на пароотвеждащите тръбички при първия комин. „Миоко“ има четири: по две двойки от всяка страна на комина.

## Конструкция
Компоновката на „Миоко“, като цяло, прилича на тази използвана при по-ранните крайцери от типовете „Фурутака“ и „Аоба“. Той се отличава с по-голямо съотношение между дължината на корпуса към неговата ширина (11,4 по проект), необходимо за достигането на висока скорост на хода. Форщевенът на „Миоко“ има характерната извита нагоре (S-образна) форма, за първи път използвана при „Юбари“ – заедно с неговата голяма височина (9,14 м) и издигащата се към носа вълнообразна горна палуба това дава на сравнително нискобордния (5,94 м) крайцер добра мореходност.
Водоизместимостта съществено надвишава проектната величина от 11850 тона. Строителното претоварване повлича след себе си увеличаване на фактическото газене на всички тежки крайцери от типа „Миоко“ средно с 1,20 м, височината на борд над водолинията намалява почти на 1,80 м при мидъла и на 0,30 м по краищата.
Броневата защита основно е от плочи стомана NVNC с различна дебелина. Централната част на горната палуба е усилена с два слоя плочи стомана HT: дебелина 12,7 – 25,4 мм и 16 мм. Кулоподобната надстройка изначално не е бронирана. Защитата на подводната част на корпуса е представена от двойно дъно и були.
На кораба има четири турбозъбчати агрегата с мощност по 32500 к.с. (23,9 МВт), привеждащи в движение 4 трилопастни гребни винта. Сумарната мощност от 130 хиляди конски сили, според проекта, трябва да осигурява максимална скорост на хода от 35,5 възела при водоизместимост от 12350 дълги тона. За движение с кърмата напред са предвидени отделни турбини за заден ход. За икономичния ход има две крайцерски турбини, съединени чрез редуктори с турбините за високо налягане на предните ТЗА. При сумарна мощност от 6800 к.с. те дават 14-възлова скорост на хода. При тяхната работа задните ТЗА се отсъединяват от гребните валове, и последните, за да се избегне ръстата на съпротивлението, се въртят от електродвигатели. Това увеличава икономичността, но при това се увеличава и времето за преход от крайцерски ход към пълен.

### Въоръжение
Артилерията на главния калибър (десет 203-мм оръдия тип 3 №1) се разполага в пет двуоръдейни кули: три – пирамидално – в носовата част и две – линейно-терасовидно – в кърмовата. Боеприпасите (110-кг снаряди и 32,63-кг заряди в картузи) се подават ръчно от погребите до претоваръчните отделения, а оттам, чрез избутващи подемници по централните канали на кулите, се качват до оръдията. Системата за управление на огъня на главния калибър включва два визьора за централизирано насочване (ВЦН) – на върха на носовата надстройка (главен) и над кърмовата надстройка (резервен), визьор за следене на целта, три 6-метрови, два 3,5-метрови и два 1,5-метрови далекомера и пет 110-см прожектора.
За борба със самолетите в централната част на корпуса са поставени шест 120-мм оръдия. За управляването на техния огън се използват същите визьори тип 14, както и за оръдията на ГК, а също така два допълнителни 4,5-метрови далекомера отстрани на задния комин. Допълнително на площадка между комините са поставени две 7,7-мм картечници тип „Рю“.
Торпедното въоръжение се състои от четири тритръбни 610-мм торпедни апарата, разположени на средната палуба. Техният щатен боекомплект в мирно време се състои от 24 единици, във военно – 36.
Крайцерът също така носи работещ със сгъстен въздух катапулт, разположен на кърмата, пред четвъртата кула на ГК. От него се изстрелват разузнавателните хидросамолети тип 15. В разположения в кърмовата надстройка хангар по проект такива има два, но фактически преди модернизацията е базиран само един самолет.

## Модернизации
Неголеми промени в конструкцията на кораба са провеждани няколко пъти. В края на 1930 г. за намаляване на задимеността на мостика първият комин на „Миоко“ е удължрн с 2 м, също така на двата комина са поставени дъждозащитни калпаци. В края на 1931 г. на „Миоко“ започват работи по замяна на оръдията на главния калибър с новите тип 3 № 2, преправяне на погребите и подемниците за по-тежките им боеприпаси, а също така подобряване на вентилацията.
Първата голяма модернизация е изпълнена на няколко етапа от Арсенала в Сасебо в периода 1934 – 1936 г. Първият етап на модернизационните работи на „Миоко“ преминава от 20 ноември 1934 до 31 март 1935 г. (тази си модернизация той преминава първи от четирите кораба на своя тип). В хода на работите са демонтирани старите зенитни оръдия, неподвижните торпедни апарати и катапулта с хангара за самолетите (вместо тях са поставени нови: съответно 4×2 127-мм/40 тип 89, 2×4 ТА тип 92 модел 1, 2× тип № 2 модел 3), първият етаж на надстройката е удължен до 4-та кула на ГК (образувайки нова палуба – зенитна), старите противоторпедни були са заменени с увеличени, вместо ненадеждните електродвигатели за крайцерския ход са поставени индукционни турбини, на средната палубе са обустроени допълнителни помещения за нарасналият екипаж. През октомври „Миоко“, заедно с останалите представители на типа, преминава втория етап на модернизационните работи, получавайки нови прожектори и две четирицевни 13,2-мм картечници, при него са преместени СУАЗО тип 91 и картечниците Люис. Третият етап е проведен през януари – март 1936 г. след излизането на резултатите от разследването на инцидентите с Четвърти флот и взрива в кулата на крайцера „Ашигара“: слабите места по корпуса са усилени с 25-мм плочи, подобрена е системата за продувка на стволовете на оръдията на ГК след изстрел. Метацентричната височина на изпитанията на „Миоко“ от 3 март 1936 г. след изпълняването на работите от третия етап съставя 1,518 м при водоизместимост на изпитанията от (14502) т, 1,567 м при натоварване (15558) т и 1,130 м празен (11811) т. Най-накрая, от 25 май до 29 юни „Миоко“ заедно с „Начи“ и „Хагуро“ преминава четвърти етап от работи, при който е поставено по-мощно задвижване на товарната стрела на гротмачтата, а нейните опори са усилени.
Втората си голяма модернизация крайцерът преминава в Арсенала на флота в Куре в периода от 19 март 1940-та до 18 април 1941 г. – последен сред представителите на своя тип, тъй като корабостроителницата е натоварена със замяната на оръдейните кули на крайцерите „Могами“ и „Кумано“. Модернизацията се състои в поставянето на втора двойка торпедни апарати, четири двуцевни зенитни автомата тип 96 и две двуцевни картечници тип 93 (четиристволните са свалени), катапултите са заменяни с новите тип № 2 модел 5, булите са заменени с по-добри, приборите за управление на огъня са уеднаквени с поставените по-рано на „Ашигара“. Също така е оборудван пост за управление на торпедния огън на фокмачтата, централен пост за свръзка, шифровъчна стая и централен пост за управление на контранаводняването и пресушаването на отсеците. Тъй като модернизацията завършва вече в предвоенна обстановка, в нейния процес е поставен и размагнитваща намотка на корпуса и са поставени херметични стоманени тръби в издадените части на булите.

## История на службата

### Довоенен период
След влизането си в строй, на 31 юли 1929 г., „Миоко“ е приписан към военноморската база в Куре. През ноември всичките четири кораба от типа „Миоко“ са зачислени в състава на 4-та дивизия крайцери на Втори флот (флагман – „Ашигара“, „Миоко“ е третия кораб в дивизията с три марки на предния комин).
От 17 май до 19 юни 1930 г. „Миоко“, заедно с останалоите влизащи в съединението единици, извършва плаване в южните морета за проверка на работата на системите при тропичен климат. През август е променена номерацията на корабите в 4-та дивизия, вече „Миоко“ става в нея втори (две марки на комина). На 26 ноември дивизията участва в морския преглед в Йокосука. През декември редът на корабите в съединението отново е сменен – „Миоко“ става флагман на съединението (една марка на комина).
От 29 март до края на април 1931 г. 4-та дивизия, заедно с „Фурутака“ и „Аоба“, действа в района на Циндао, а през август и септември участва в учения. На 4 август 1932 г., в хода на ежегодните маневри на флота, „Миоко“ заедно с „Начи“, участва в стрелбите с новите бронебойни снаряди тип 91 по кораба-цел „Хайкан № 4“ (бившият минен заградител „Асо“, до 1905 г. – руският броненосен крайцер „Баян“), потопен след това от торпедата на подводници. През август, за пореден път, е изменен редът на корабите в съединението – флагман става „Ашигара“, „Миоко“ получава четвъртия номер (една голяма и една малка марка на комините).
На 1 декември 1932 г. всичките 4 крайцера на типа „Миоко“ са извадени в резерв, тяхното място в 4-та дивизия заемат наскоро влезлите в строй 4 крайцера от типа „Такао“. На 20 май 1933 г. представителите на типа „Миоко“ са придадени в състава на 5-та дивизия (влизащите в нея по-рано крайцери от типовете „Фурутака“ и „Аоба“ преминават в 6-та дивизия). На периода на провеждането на Специалните големи маневри те са извадени от резерва (марки на комините не са нанасяни), за участие в маневрите те излизат в морето на 16 август, извършвайки поход в района на южните морета, на 21 август се връщат в Токийския залив и четири дни по-късно участват в морския парад в Йокохама. На 11 декември, в навечерието на започването на първата му голяма модернизация, „Миоко“ заедно с „Начи“ е придаден към военноморския район на Куре, а от 1 февруари 1934 г. – на военноморския район на Сасебо. От 15 ноември същата година крайцерът е приписан към ВМБ Сасебо (вместо ВМБ Куре), след това, до изключването му от списъците на флота неговата домашна ВМБ не се променя.
След края на ремонта крайцерът се връща в състава на отряда кораби на военноморския район на Сасебо. След това, от средата на юли и до 2 октомври, той участва в ежегодните маневри (за периода на провеждането им „Миоко“, „Начи“ и „Хагуро“ са преведени в 3-та дивизия), преминавайки, на 26 септември, заедно с другите единици на Четвърти флот през центъра на тайфун. При това „Миоко“ получава повреди по надстройката, признаци за недостатъчната надлъжна здравина стават загубата на нитове на няколко места и наводняването на някои отсеци. От октомври 1935 г. на крайцера започват втория и третия етапи на модернизационните работи.
На 1 април 1936 г. „Миоко“ се връща в състава на 5-та дивизия заедно с „Начи“ и „Хагуро“ (флагман, една марка на предния комин). От 4 април 5-та дивизия провежда учения в пролива Терашима, на 13 април се насочва към Жълто море, където в района на Циндао провежда стрелби съвместно с 7-ма дивизия, и на 22 април се връща в Сасебо, където преминава четвъртият етап от модернизационните работи. В периода август – септември крайцерът, в състава на 5-та дивизия, участва в ежегодните маневри на флота, извършвайки поход в район на Тайван.
От 27 март до 6 април 1937 г. „Миоко“ заедно с „Начи“ и „Хагуро“ извършва къс поход в района на Циндао и обратно. След началото на Втората японо-китайска война всичките четири крайцера от типа „Миоко“, „Мая“ и 2-ра ескадра разрушители участват в прехвърлянето към Шанхай на 3-та пехотна дивизия на ИАЯ в периода 20 – 23 август. На 28 юли „Миоко“ е придаден към състава на 9-та дивизия на Трети (Китайски) флот и става неин флагман. Базирайки се в пристанища в Тайван, той, в периода от 1 септември 1937-та до 15 октомври 1939 г., извършва 23 похода към крайбрежието на Южен Китай, в т.ч. пет през 1937 г., двенадесет през 1938 г. и шест през 1939 гу. Подчинението на 9-та дивизия при това се променя: от 20 октомври до 1 декември 1937-та тя влиза в състава на Четвърти флот, след това се връща в състава на Трети флот и, най-накрая, от 1 февруари 1938 г., влиза в състава на Пети флот. На 25 ноември 1939 г. „Миоко“ е изваден в резерва трета категория и от 28 ноември остава в Сасебо в очакване на модернизация.
На 10 април 1941 г. „Миоко“ се връща в състава на 5-та дивизия, ставайки неин флагман (една бяла марка на задния комин). Лятото провежда занимавайки се с бойна подготовка при своите брегове, а в началото на септември преминава докуване в Сасебо. От 17-ти до 23 ноември корабите на 5-та дивизия приемат в Куре запаси за боекомплекта, гориво и припаси. „Миоко“, заедно с „Хагуро“, излиза в морето на 26 ноември и пристигат на остров Палау на 1 декември.

### Началото на войната в Тихия океан
В началото на войната „Миоко“ е флагмански кораб на 5-та дивизия крайцери под командването на контраадмирал Такео Такаги където влизат Хагуро и Начи, която осигурява изпълнението на операция „M“ – превземането на южната част на Филипините. Дивизията влиза в състава на Южното съединение (самолетоносача „Рюдзе“, 3 тежки, 1 лек крайцера и 7 разрушителя), прикриващи десанта в южната част на Филипините. На 11 декември крайцерите прикриват десанта при Легаспи, на 19—20-ти – при Давао, на 24-ти – на остров Холо. На 4 януари 1942 г. 5-та дивизия заедно с крайцерите „Нагара“, „Нака“, „Джинзу“ и хидросамолетоносача „Мидзухо“ са на котва в залива Маладаг в западната част на залива Давао, когато в 11.55, японските кораби са атакувани от голяма височина (7500 метра) от осем самолета В-17 от състава на 19-та бомбардировъчна група на ВВС на армията на САЩ, излетели от Ява. Всеки от самолетите носи по четири 600-фунтови (272 кг) бомби, няколко от които падат в съседство с бордовете, а една 600-фунтова авиобомба попада на горната палуба на „Миоко“ при носа, по левия борд при втората кула на главния калибър. Тя пробива горната палуба и се взривява посредата между нея и средната палуба, където се намират офицерските каюти, предизвиквайки тежки разрушения. Взривът откъсва топлозащитните екрани от кула № 2 на ГК, леки повреди от осколките получават също така далекомера върху нея и носовата надстройка. Всичко загиват 35 и са ранени 29 души, от тях 10 тежко. Флагът на контраадмирал Такаги, заедно с неговия щаб е пренесен на „Начи“, а „Миоко“ след временен ремонт, на 9 януари, отплава за Сасебо. След ремонта и докуване той излиза в морето на 20 февруари, съпровождан от разрушителя „Инадзума“ и на 26 февруари пристига в Макасар.

## Второ сражение в Яванско море
На 26 февруари „Миоко“ и „Ашигара“ в съпровождение на два разрушителите „Инадзума“, „Икадзути“ и „Акебоно“ напускат Макасар и се насочват към района на Ява. На 1 март, в 11:03, по време на патрулиране в района на 90 мили западно от остров Бавеан, от крайцерите „Начи“ и „Хагуро“ са забелязани останките от флота на ABDA от тежкия крайцер „Ексетър“ (HMS Exeter (68)) в съпровождение на два (първоначално е забелязан само един) разрушителя (британския „Енкаунтър“ ( HMS Encounter (H10)) и американския „Поуп“. Тъй като те за изстреляли по-голяма част от своя боекомплект на 27 – 28 февруари, то решаващата роля в новото сражение трябва да имат приближаващите „Миоко“ и „Ашигара“. Между 11:17 и 11:28 са пуснати два хидросамолета за разузнаване на целите. Противникът, към това време, променя курса си на северен, а след това на изток, поставяйки димни завеси. Двете групи японски крайцери го преследват, заграждайки ги от север и от юг.
В 11:50, от разстояние 23 500 метра, „Миоко“ и „Ашигара“ откриват огън по флота на ABDA, започвайки второто сражение в Яванско море. В 12:45 към тях се присъединяват останалите два крайцера на 5-та дивизия. В 12:50 203-мм снаряд се взривява в котелното отделение на „Ексетър“, изваждайки от строй 4 от 5 работещи котли и прекъсвайки главната паропроводна магистрала. Обездвиженият и изоставян от екипажа си кораб в 13:30 е довършен с две торпеда от „Инадзума“. След „Ексетър“ 5-та дивизия съсредоточава огъня си върху разрушителите. В 13:05 с пряко попадание от „Миоко“ или „Ашигара“ е изведена от строй силовата установка на разрушителя „Енкаунтър“, поради опасения да попадне в плен той е потопен от екипажа си в 13:35. Повреденият „Поуп“ успява да излезе от боя, но през втората половина на деня е потопен от самолети на самолетоносача „Рю“. „Миоко“ и „Ашигара“ сумарно за боя изстрелват 1171 203-мм снаряда и по 8 кислородни торпеда тип 93, последните – безуспешно. На 5 март двата крйацера се връщат в Макасар.
На същия ден „Миоко“ отново става флагман на 5-та дивизия, състояща се вече само то него и „Хагуро“. На 13 март двата крайцера напускат Макасар и след седмица пристигат в Сасебо, където влизат за ремонт. В хода на ремонта са заменени разстреляните стволове на оръдията на ГК, коректировачите тип 95 са заменени с тип 0, също така е подобрена работата на вентилация. На кърмата са направени два улия за спускане на дълбочинни бомби, боекомплектът на последните е от до 12 броя.
На 8 април „Миоко“ заедно с „Хагуро“ напуска Сасебо и на следващия ден пристига в Хашираджима. На 18 април двата крайцера излизат за прихващането на американското авионосно съединение във връзка с рейда на Дулитъл, не постигат успех и на 22 април се връщат в Йокосука. След дозареждане, от 23-ти до 27 април крайцерите преминават на Трук. На 1 май 5-та дивизия излиза в морето в състава на Мобилното съединение, за участие в операция „МО“, и на 6 – 7 май участва в сражението в Коралово море, влизайки в ПВО ордера на 5-та дивизия самолетоносачи. На 13 май „Миоко“, „Хагуро“ и разрушителите „Ариаке“, „Ширацую“ и „Шигуре“ изпълняват ролята на прикритие в хода на операциите по превземането на островите Науру и Банаба (Ошен) (отменена поради опасност от нападение на палубната авиация на американците), на 17 май посещават Трук, където към тях се присъединява разрушителя „Югуре“, и на 22 май пристигат в Куре.
В рамките на операция „МИ“ 5-та дивизия заедно с 1-во отделение на 4-та дивизия („Атаго“ и „Чокай“) на 29 май напуска Хашираджима, насочвайки се към Мидуей, десантът на който е планиран за 7 юни. На 5 – 7 юни всички четири крайцера плават насреща към американското съединение в надеждата за успешен нощен бой. След отмяната на операция „МИ“ 5-та дивизия е придадена на Северното съединение. На 23 юни „Миоко“ посещава Сендай, след попълване с припаси и дозареждане той излиза в морето на 28 юни и заедно с „Хагуро“ поддържа десанта на Ату и Киска (операция „АЛ“). В района на Алеутските острови 5-та дивизия се намира до 7 юли и на 12-ти се връща в Хашираджима.
Във връзка с десанта на американците на Гуадалканал, на 11 август, „Миоко“ заедно с „Хагуро“ и 4-та дивизия („Атаго“, „Такао“, „Мая“) напуска Хашираджима и на 17 август пристига на Трук. На 20 август, в състава на съединението на вицеадмирал Кондо, той излиза в морето за провеждането на операция „КА“. Корабите трябва да проведат нощен бой с американското авионосно съединение в нощта на 24 по 25 август веднага след сражението при Източните Соломонови острови, но не намират противника и на 5 септември се връщат на Трук. На 9 септември съединението на Кондо отново излиза в морето, патрулирайки района на северните Соломонови острови. На 14 септември корабите са атакувани от десет бомбардировача B-17E на 11-та бомбардировъчна група, на „Миоко“ при това, от близък разрив на бомба, е леко повредена една 25-мм установка в централната част на корпуса. От 15-ти до 17 септември корабите се дозареждат в морето, на 20 септември лягат на обратен курс и на 23-ти се връщат на Трук.
На 11 октомври „Миоко“ в състава на съединението на Кондо напуска Трук с цел обстрел на летището Хендерсън фийлд на Гуадалканал. В първата нощ по него стрелят „Конго“ и „Харуна“, във втората „Чокай“ и „Кинугаса“, в третата, на 15 към 16 октомври – „Мая“ и „Миоко“. „Миоко“ изстрелва по целта общо 462 203-мм снаряда тип 3 и тип 91. На 17 и 18 октомври съединението на Кондо се дозарежда в морето и на 26 октомври в сражението при Санта Крус играе ролята на прикритие на силите на Нагумо в очакване на нощния бой, който не се състои. На 27 октомври съединенията се срещат и три дни по-късно пристигат на Трук. От 4-то до 10 ноември „Миоко“ заедно със самолетоносача „Дзуйкаку“ и разрушителя „Токицукадзе“ преминава в Сасебо и влиза на ремонт там. От 11-ти до 24 ноември той преминава докуване в Арсенала на Сасебо. Паралелно с това се сменява командващият дивизията – от 10 ноември тя се командва от контраадмирал Шентаро Омори.
На 27 ноември 5-та дивизия, в състав „Миоко“ и „Хагуро“, напуска Сасебо и на 29-ти пристига в Йокосука, където крайцерите вземат на борда си войници от 6-ти батальон на морската пехота от ВМБ Куре. От 30 ноември до 8 декември те превозват войските в Рабаул и на 10 декември пускат котва на Трук. От 31 януари до 9 февруари 1943 г. 5-та и 4-та дивизии осигуряват прикритието на евакуацията на японските войски от Гуадалканал (операция „КЕ“), патрулирайки северната част на Соломоновския архипелаг. Следващите три месеца, до май, те провеждат на Трук в състояние на готовност.
На 8 май 1943 г. 5-та дивизия, заедно с линкора „Ямато“, напуска Трук и на 13 май пристига в Йокосука. След два дена, на 15 май, двата крайцера, във връзка с десанта на американците на Ату, са придадени на Северното съединение и се насочват към Парамушир, където се намират от 19 май до 12 юни. На 16 юни корабите пристигат в Сасебо, влизайки за ремонт в неговия арсенал. На „Миоко“ работите текат до 18 юли, докуването му преминава от 1 до 13 юли. В хода на ремонта крайцерът преминава първата си военна модернизация: добавени са още четири сдовни 25-мм автомата (отстрани на гротмачтата и на мостика, картечниците тип 93 при това са свалени), довеждайки броя на стволовете до 16, на площадката на фокмачтата вместо гониометъра е поставен радиолокатор за откриване на въздушни цели № 21 втора модификация, способен да засече единичен самолет на далечина от 70 км, а група самолети – от 100 км. На 18 юли 5-та дивизия напуска Сасебо и на следващия ден пристига в Хашираджима. От 30-ти до 31 юли тя преминава в Нагахама, където корабите вземат на борд войници на Японската императорска армия и товари, и се насочва към Рабаул, където пристига на 9 август, с междинна спирка на Трук, на 5 – 6 август. Разтоварени, двата крайцера, на същия ден, поемат за Трук, достигайки го на 10 август. На 18 септември „Миоко“ и „Хагуро“ излизат в морето, за да прихванат рейда на американското авионосно съединение, с междинен престой на 20 – 23 септември на атола Ениветок, но отново не постигат успех и на 25 септември се връщат на Трук.
На 9 октомври 5-та дивизия е придадена на Флота на югозападния район и след два дена в съпровождение на разрушителите „Наганами“ и „Судзукадзе“ напуска Трук, съпровождайки конвой. На 13 октомври крайцерите пристигат в Рабаул и до края на месеца се намират там в готовност. Във връзка с десанта на американците на Бугенвил 5-та дивизия, на 1 ноември в 15:20, излиза в морето в състава на съединението на контраадмирал Омори, включващо също така крайцерите „Сендай“, „Агано“ и 6 разрушителя (на 4 от които има 1100 войника). В хода на нощния бой в залива Императрица Августа, на 2 ноември, „Миоко“ е повреден при стълкновение с разрушителя „Хацукадзе“ (смачкан е форщевенът и левият борд на нивото на средната палуба, отнесе ни са два торпедни апарата), не получавайки непосредствено бойни повреди. Сутринта на същия ден „Миоко“ и „Хагуро“ се връщат в Рабаул и попадат под нападението на B-25 от ВВС на армията на САЩ, но нямат щети. От 4-ти до 7 ноември те преминават на Трук, избягвайки последващи нападения, а от 12-ти до 17 ноември извършват преход с съпровождението на разрушителите „Шигуре“ и „Ширацуя“ към Сасебо, където влизат за ремонт. Почти целия период на ремонта, от 18 ноември до 13 декември, „Миоко“ провежда в сухия док на Арсенала в Сасебо, преминавайки втора военна модернизация: поставени са 8 единични 25-мм автомата (броят на стволовете достига 24), радиолокатор за откриване на надводни цели № 22 4-та модификация (далечина за засичане на разрушител – 17 км, на крйацер – 20, на линкор – 35), за подобряването на херметичността на корпуса всички илюминатори на долната палуба и част от тези на средната са запушени чрез заваряване на тяхно място на кръгли стоманени капаци. В периода на ремонта, на 25 ноември, контраадмирал Омори на длъжността командващ 5-та дивизия е сменен от контраадмирал Шентаро Хашимото.
На 16 декември „Миоко“ и „Хагуро“ напускат Сасебо и на следващия ден пристигат в Куре. От 23-ти до 29 декември те, заедно с крайцера „Тоне“, преминават на Трук. От 2-ри до 5 януари всичките три крайцера в съпровождението на разрушителите „Фуджинами“ и „Ширацуя“ извършват поход с товари до Кавиенг и обратно, а след това, до началото на февруари се намират в готовност на Трук.
На 10 февруари 1944 г., непосредствено преди рейда на американското авионосно съединение, 5-та дивизия заедно с 4-та дивизия („Атаго“ и „Чокай“) и 17-ти дивизион разрушители напуска Трук. В 21:00 съединението е атакувано от американската подводница „Пермит“, която изптрелва по крайцерите 4 торпеда, но без попадение. На 13 февруари корабите пристигат в Палау, където се намират в готовност до края на първата декада на март. На 1 март шестте крайцера на 5-та и 4-та дивизии са придадени на Първи мобилен флот. От 9-ти до 22 март „Миоко“ и „Хагуро“ съпровождат танкерите „Осе“ и „Иро“ с престой на Баликпапан на 12 и 13 март и в Таракан на 14 – 20 март. От 29 март до 1 април 5-та и 4-та дивизии, крайцерът „Ноширо“ и разрушителят „Харусаме“ преминават от Палау в Давао. С пристигането си „Миоко“ попълва запасите си провизии от транспорта „Китаками-мару“. От 4-ти до 9 април съединението извършва преход от Давао за Лингу, по пътя, на 6 април то е атакувано от американската подводница „Дейс“, която пуска по него шест торпеда (без попадения), друга подводница, „Дартер“ (USS Darter (SS-227)), открива японските кораби, но не успява да излезе на позиция за торпедна стрелба. На 12 май 5-та дивизия напуска Лингу и на 15-ти пристига в Тави-Тави, след това се насочва за Таракан, за дозареждане, и на 18 май се връща обратно в Тави-Тави.
На 30 май, във връзка с нападението на американците на остров Биак, 5-та дивизия заедно с линкора „Фусо“ и шест разрушителя напускат базата, имайки за цел прикритието на конвоя до мястото на стоварването му (операция „КОН“). На 31 май съединението пристига в Давао и на 2 юни се насочва с конвоя към Биак. Обаче поради засичането на конвоя от подводници и въздушното разузнаване операция „КОН“, на 3 юни, е отменена, и на 5 юни корабите се връщат в Давао. На 7 юни 5-та дивизия заедно с разрушителите „Асагумо“ и „Кадзагумо“ напуска Давао за прикритие на нов конвой до Биак (операция „КОН“ № 3) и на 11-ти пристига на остров Бачан; при прехода „Миоко“, на 8 юни, се дозарежда от танкера „Нитией-мару“. Отплаването на конвоя е планирано за 15 юни, обаче по-приоритетна се оказва осъществеването на операция „А-Го“ във връзка с началото на американската операция по превземане на Марианските острови. На 13 юни 5-та дивизия напуска Бачан и заедно с 1-ва дивизия („Ямато“ и „Мусаши“) се присъединява към Първо мобилно съединение; на 16 и 17 юни корабите се дозареждат в морето. В хода на сраженията във Филипинско море, на 19 – 20 юни, 5-та дивизия е част от тактическата група „А“ на вицеадмирал Одзава заедно с 1-ва дивизия самолетоносачи („Тайхо“, „Дзуйкаку“, „Шокаку“) и 10-та ескадра разрушители, влизайки в ордера за ПВО на самолетоносачите. След сраженията, без да получат повреди, крайцерите, на 22 юни пристигат на Окинава, а на 23 – 24 юни преминават в Куре за ремонт. В хода на ремонта, продължаващ до 29 юни, „Миоко“ преминава трета военна модернизация: поставени са още 16 единични и 4 строени 25-мм автомата (общият брой на стволовете достига 52), увеличен е боекомплектът от 25-мм снаряди до 2200 на ствол, на фокмачтата е поставена допълнителна РЛС за откриване на въздушни цели № 13, в горната част на носовата надстройка – РЛС за откриване на надводни цели № 22 модел 4.
На 30 юни 5-та дивизия напуска Куре, на 1 юли посещава Хашираджима, където взема на борда си войници на ЯИА и товари, на 4 юли ги стоварва в Манила, на 8-ми се отбива в Замбоанг и на 12-ти пристига в Сингапур. На 13 юли „Миоко“, сам, преминава към Лингу, на 31 юли към него се присъединява „Хагуро“. В тази база крайцерите се намират около три месеца, до втората декада на октомври, занимавайки се с бойна подготовка. В този период поставената през юни РЛС № 22 4-та модификация е модернизирана с монтирането на суперхетеродинен приемник и позволява след това чрез нея да се управлява артилерийския огън, което прави ненужни визьорите за следене на целта тип 92, които са свалени, демонтирана е и задната двойка торпедни апарати, която нямат система за бързо презареждане.

### Битка в залива Лейте и последващи действия
На 18 октомври 1944 г., в 01:00, 5-та дивизия („Миоко“ и „Хагуро“) в състава на Първо атакуващо съединение на вицеадмирал Курита напуска Лингу за да изпълни операцията „Шо-Го“. На 20 октября корабли прибыли в Бруней и два дня спустя снова вышли в море, направляясь к проливу Сан-Бернандино. 24 октомври, по време на боя в морето Сибуян, намирайки се източно от острова Маестре де Кампо, в 10:29 крайцерът е поразен в десния борд от 569-мм авиоторпедо Mk 13 с 262 кг взривно вещество, пуснато от торпедоносец TBM-1C „Авенджър“ от състава на 18-та торпедоносна ескадрила на самолетоносача „Интрепид“ (USS Intrepid (CV-11)). Торпедото попада между 248 и 250 шпангоут, и в резултат на неговия взрив е наводнено машинно отделение № 4 и кърмовият отсек с генератори. Също така са повредени двата валопровода по десния борд, и максималната му скорост пада до 15 възела. Вицеадмирал Хашимото пренася своя флаг на „Хагуро“, а „Миоко“, в съпровождение на разрушителя „Кишинами“, е изпратен назад към Бруней, където благополучно пристига на 29 октомври, с междинно спиране на 27 октомври в залива Корон. От 30 октомври до 3 ноември „Миоко“ заедно с „Хагуро“, „Кишинами“ и тралчик № 34 преминава от Бруней към Сингапур.
В коаборемонтният завод на военноморската база Селетар в Сингапур крайцерът преминава спешен ремонт, но пълното отстраняване на повредите не е възможно – необходим е и ремонт в Япония. Преходът е планирано да започне на 9 декември, обаче е отложен с три дни. В 07:00 на 12 декември „Миоко“ в съпровождението на разрушителя „Юшио“ напуска Сингапур, насочвайки се към Вътрешното море, с междинно спиране в Камран. Крайцерът при прехода може да поддържа 16 възела, а повреденият на 13 ноември в Манила разрушител на работещия си ТЗА по левия борд – 18. На 12-ти и през деня на 13 декември прехода върви по набелязания маршрут, но радиоефирът е препълнен с тревожните съобщения за засечен в морето Сулу десантен флот на американците, които японците погрешка смятат, че се насочва към Лусон (в действителност той плава към Миндоро). Съединението на вицеадмирала Шима поради това напуска Лингу и се насчова към Кап Сен Жак, откъдето вече трябва да
противодейства на противника. Няма нови заповеди за „Миоко“ и „Юшио“, обаче те смятат за възможно поради запазилия ограничена боеспособност крайцер, след пристигнаето си в Камран, той може да бъде привлечен към операцията.
Паралелно с това, в 16:30 на 5 декември американската подводница „Бергал“ от типа „Балао“ (командир – капитан 2-ри ранг Джон Милтън Хайд) напуска базата си в залива Ексмут в Западна Австралия. Заедно с „Дейс“ тя трябва да постави минно заграждение на банката Роялист при източното крайбрежие на Индокитай. Маршрутът до банката лежи през Ломбокския пролив, морето Флорес, Яванско море и пролива Каримата, заобикаляйки Ява от изток. На 11 декември, при планов оглед на торпедата, е открит теч на сгъстен въздух в заредените в ТА № 5 и 6 торпеда – в първия случай торпедото е оставено в апарата, във втория е извадено. Курсовете на „Бергал“ и японското съединение се събират на банката Роялист.
Вечерта на 13 декември на „Бергал“ засичат силен радиосигнал, заглушаващ радиостанцията на подводницата. След това, в 17:55, при обзор чрез перископ № 2 е открит и неговия източник – плаващ на североизток с 14-възлов ход на далечина 32 км източно военен кораб. Хайд и старшия помощник Джервис решават да догонват целта. „Бергал“ започва да се сближава с нея на пълен ход, но поради силна вибрация, в 18:45, скоростта е намалена до 18 възела. В 19:20 разстоянието до целта намалява до 24 км, към 20:30 тя вече се вижда добре в перископа и е опозната като тежък крайцер от типовете „Атаго“ или „Тоне“ със съпровождащ го по десния борд (от противоположната страна на подводницата) лек крайцер. „Бергал“ може да атакува само в надводно положение поради малката дълбочина и само с носовите апарати – кърмовите са заети с мини. Обаче Хайд, виждайки ценната цел, решава да рискува и да излезе на позиция за торпедна стрелба, използвайки тъмнеещото западно небе като прикритие и надявайки се, че включващият се на големи интервали локатор на крайцера няма да засече лодката. В 21:35 тежкият крайцер препречва за подводницата със своя корпус съпровождащия го кораб, което е идеален момент за атаката. Две минути по-късно, в 21:37, от далечина 3 км „Бергал“ изстрелва от носовите си апарати по крайцера шест торпеда Mk 14 (включая и това, което има теч), настроени за дълбочина 1,8 м.
В 21:40 едно (възможно, две) от торпедата поразява „Миоко“ в кърмовата част по левия борд при 325 шпангоут. Това предизвиква взрив от горивни пари в кърмовите цистерни, който силно поврежда кърмата и предизвиква силен последващ пожар. Освен това, е отнесен руля и три от четирите винта – макар и на оставащия външен винт по левия борд крайцерът и да може да даде ход, но той вече е неуправляем. Като цяло повредите са по-тежки, отколкото получените на 24 октомври, макар започвайки от района на петата кула на ГК и нататък към носа корпусът да си остава напълно цял. На „Бергал“, обаче, двата последователни взрива с осемсекунден интервал е отчетен като практически гарантирано потопяване на тежкия крайцер („виждайки“ визуално и на радара откъснатата му кърма – възможно, към нея заедно с руля има и парче от обшивката – и силно преувеличавайки мащабите на пожара на кърмата) и повредата и на съпровождащия го кораб, още повече, че той също спира. Последното се оказва, обаче, уловка – командирът на „Юшио“ (който всъщност е „лекия крайцер“), капитан 2-ри ранг Араки, решава да пусне подводницата по-близко, за да стреля насигурно. В 22:00, когато разстоянието е съкратено до 2,7 км, разрушителят открива огън по „Бергал“ от носовата 127-мм установка, всичко произвеждайки три залпа, след това целта е изгубена от прожектора. Снаряд от първия залп попада в подводницата и пробива твърдия корпус, без да се взриви, но принуждавайки нейния командир да излезе от боя под прикритието на нощта. „Юшио“ не преследва „Бергал“, тъй като не може да остави повредения и лишен от възможност да се управлява крайцер. В крайна сметка, след 12 дни поход в надводно положение, избягвайки всички патрулни самолети и ловци на подводници, подводницата, по пладне на 25 декември, пристига в базата във Фриймантъл.
След като проучва мащаба на повредити, командирът на „Миоко“, капитан 1-ви ранг Ишивара, пита Араки, ще може ли „Юшио“ да буксира неговия кораб. Отговорът е еднозначно отрицателен поради недостатъчната за това мощност на сдравия ТЗА по левия борд на разрушителя. Обаче Ишивара не е съгласен с това, тъй като с помощта на оставащия външен винт по левия борд „Миоко“, на теория, може да даде 6 възела, „Юшио“ само трябва да коригира неговия курс, а и изглежда, че ситуацията не е безнадеждна и не е необходимо изоставянето на кораба от екипажа по спещност. Араки се съгласява с неговите доводи, и през следващите два дня, 14 и 15 декември, разрушителят тегли крайцера през бурното море към Кап Сен Жак. Към 15 декември пожарите на кърмата на „Миоко“ са потушени най-накрая и пристига извиканата помощ – два тралчика и два спомагателни ловци на подводници „Кайко-мару“ и „Татебе-мару“. Последният започва да буксира „Миоко“ на буксирно въже със скорост 5 възела, сменяйки разрушителя. В 08:15 на 16 декември японските кораби се намират южно от Кап Сен Жак, и „Юшио“ е пуснат, за да се присъедини в Сайгон към конвоя ХИ-82, отплаването на който за метрополията е планирано за следващия ден. Времето все повече се влошава, прогнозите не обещават подобряване, и към пладне постъпва заповед да се буксира „Миоко“ обратно към Сингапур и да се очаква скорошното пристигане на подкрепление. В 11:00 2-ра ескадра разрушители получава заповед от щаба на Флота на югозападния район да се готви да тръгне на помощ на крайцера „Ойодо“ и разрушителите „Касуми“ и „Хацушимо“. В Сингапур командващият на 5-та дивизия вицеадмирал Хашимото в 14:30 дава заповед на своя флагман „Хагуро“ да напусне дока, да натовари всички припаси и 18 декември да излезе в морето, където трябва да бъде съпровождан от кайбокана „Чибури“. На „Миоко“ ситуацията, поради времето, става отчаяна – в 05:10 на 17 декември под ударите на вълните напълно се отделя по 325 шпангоут и потъва повредената кърма. Скоростта на буксиране пада до 2,5 възела. Във връзка с това и заради искането на Хашимото разрушителите „Касуми“ и „Хацушимо“, в 23:00, изоставят плаващия към Кап Сен-Жак танкер „Ничией-мару“ и се насочват за помощ на „Миоко“.
Паралелно в щаба на Флота на югозападния район тече планиране на набег против американския плацдарм в района Сан Хосе на Миндоро. Изначално за това се планира отделянето само на 43-ти дивизион разрушители, който трябва да пристигне в района на десанта в ноща на 15-ти, но състоянието на корабите и запасите от гориво не позволяват изпълнението на тази задача. Основните надежди след това започват да се възлагат на Пети флот на вицеадмирал Шима, обаче неговото събиране за поход веднага не е възможно, защото ред кораби са изпратени в помощ на „Миоко“. В утрото на 17 декември, във връзка с прелитането на американски самолет-разузнавач, Второ атакуващо съединение на Шима напуска Камран и в 15:00 на следващия ден пристига в Кап Сен Жак, където към него се присъединява танкерът „Ничией-мару“. Поради обявената опасност от нападение в 15:30 корабите на Шима отново излизат в морето и се насочват за Сайгон.
Почти едновременно с това „Касуми“ и „Хацушимо“ се срещат с „Миоко“, но поради заплахата от нападение в течение на два часа се намират около него в ПВО ордер. Затем „Касуми“ заема позиция от страната на брега и в 17:33 започва да буксира крайцера на въже, сеединено с котвените вериги на последния, „Хацушимо“ се държи откъм морето. Щормът в морето продължава, и в 02:38 на 18 декември въжето се къса. От „Касуми“ се опитват отново да започнат буксиране на „Миоко“, а в същото време „Хацушимо“ се занимава с патрулиране срещу подводници на противника. В 10:50 на 19 декември от Сингапур пристигат „Хагуро“ и „Чибури“, но и те, заради щорма, не могат да вземат крайцера на буксир. На обяд на 20 декември „Касуми“ отплава за Кап Сен Жак, за да оглави 2-ра ЕР в набега ѝ срещу Миндоро. Суетенето е свързано с това, че ден по-рано в Източнокитайско море е торпилиран и потопен придадения за провеждането на операцията самолетоносач „Унрю“ и става ясно, че няма никакъв смисъл от последващото и отлагане, както и това, че няма да има никакво въздушно прикритие.
На 21 декември за замяна на „Касуми“ пристига миноносецът „Чидори“. В 9:00 на 23 декември времето се подобрява дотолкова, че „Хагуро“ успява да вземв „Миоко“ на буксир, и най-накрая, в 02:38 на 25 декември, корабите пристигат в Сингапур – седемдневното пътешествие на повредения крайцер на буксир завършва. В кораборемонтния завод в Сингапуре останките на разрушената кърма са премахнати до петата кула на ГК, а напречната преграда пред нея е укрепена, играейки ролята на кърмов ръб, но за нищо по-сложно като ремонт не може да става и дума. Набегът над Миндоро от силите на корабите на Шима (операция „Рей“) става едва на 26 – 27 декември, когато американският плацдарм там вече е укрепен, номинално ставайки последната успешна операция на японския флот във Втората световна война.
- „Миоко“ във ВМБ Селетар след капитулацията.
- „Миоко“, 21 септември 1945 г. Към неговия борд са швартовани И-501 и И-502 (бившите немски U-181 и U-862)
- Британски офицери, включая капитан 1-ви ранг Пауер, оглеждат мястото на отчупената кърма
- Екипажът на крайцера го напуска, 25 септември 1945 г.

Във връзка с невъзможността за преход до метрополията „Миоко“, както и повреденият „Такао“, от януари, започва да се използва като несамоходна плаваща зенитна батарея за защитата на ВМБ Селетар от нападения. На 20 януари 1945 г. двата крайцера са извадени от състава на 5-та дивизия и са преподчинени пряко на Първи южен експедиционен флот (той на свой ред влиза в състава на Флота на югозападния район, а от 5 февруари – в състава на Флота на 10-ти район). На 1 февруари 113 бомбардировача B-29 от Тиниан нанасят удар по Селетар, в района на кърмата на „Миоко“ има близки разриви на бомби. В началото на февруари крайцерът преминава докуване в сухия док Крал Джордж VI.
На 31 юли 1945 г. в рамките на операция „Страггл“ британските свръхмалки подводници лодки XE-1 и XE-3 трябва да унищожат „Миоко“ и „Такао“, поставяйки взривни заряди към дъното им. Обаче XE-1 (командир – капитан-лейтенант Джек Смарт) е засечена от японските патрулен кораб и не изпълнява своята задача, XE-3 я изпълнява частично, в резултат на което „Такао“ получава допълнителни повреди. След капитулацията на Япония, на 21 септември, двата крайцера са предадени на пристигналите в Сингапур британски военни и се използват от тях като несамоходни плаващи казарми/плавбази до пролетта на 1946 г. След това британското ръководство взема решение да потопи бившите японски кораби в Малакския пролив при Порт Суитенхем на дълбочина минимум 150 метра. На 2 юли „Миоко“ напуска на буксир ВМБ Селетар и в 03:10 на 8 юли е потопен в точката с координати 3°05′06″ с. ш. 100°40′06″ и. д. / 3.085° с. ш. 100.668333° и. д.. На 10 август той е изключен от списъците на японския флот. На 29 октомври, почти на същото място, е потопен и „Такао“. По ирония на съдбата, двата крайцера, построени един след друг на стапел № 2 на Арсенала в Йокосука, след много години също така последователно се оказват на морското дъно един до друг.

## Командири на кораба
Капитан 1-ви ранг Такуо Фуджисава (на японски: 藤沢宅雄):
 10 декември 1928 – 1 ноември 1929

Капитан 1-ви ранг Йошиюки Ниияма (на японски: 新山良幸):
 1 ноември 1929 – 10 ноември 1929

Капитан 1-ви ранг Тома Уемацу (на японски: 植松練磨):
 10 ноември 1929 – 1 декември 1930

Капитан 1-ви ранг Чьонан Ямагучи (на японски: 山口長南):
 1 декември 1930 – 1 декември 1931

Капитан 1-ви ранг Харума Идзава (на японски: 井沢春馬):
 1 декември 1931 – 1 декември 1932

Капитан 1-ви ранг Хидео Такахаши (на японски: 高橋頴雄):
 1 декември 1932 – 15 ноември 1934

Капитан 1-ви ранг Хидехико Укита (на японски: 浮田秀彦):
 15 ноември 1934 – 15 ноември 1935

Капитан 1-ви ранг Кейджиро Гога (на японски: 伍賀啓次郎):
 15 ноември 1935 – 1 декември 1936

Капитан 1-ви ранг Руйтаро Фуджита (на японски: 藤田類太郎):
 1 декември 1936 – 25 април 1938

Капитан 1-ви ранг Дзенширо Хошина (на японски: 保科善四郎):
 25 април 1938 – 15 ноември 1938

Капитан 1-ви ранг Кендзо Ито (на японски: 伊藤賢三):
 15 ноември 1938 – 20 юли 1939

Капитан 1-ви ранг Косо Абе (на японски: 阿部孝壮):
 20 юли 1939 – 15 ноември 1939

Капитан 1-ви ранг Сакан Итахаки (на японски: 板垣成紀):
 15 ноември 1939 – 15 ноември 1940

Капитан 1-ви ранг Хидео Яно (на японски: 矢野英雄):
 15 ноември 1940 – 11 август 1941

Капитан 1-ви ранг Тейджиро Ямадзуми (на японски: 山澄貞次郎):
 11 август 1941 – 23 май 1942

Капитан 1-ви ранг Терухико Мийоши (на японски: 三好輝彦):
 25 май 1942 – 2 март 1943

Капитан 1-ви ранг (от 1 ноември 1943 г. – вицеадмирал) Кацухей Накамура (на японски: 中村勝平):
 2 март 1943 – 5 декември 1943

Капитан 1-ви ранг (от 15 октомври 1944 – вицеадмирал) Ицу Ишивара (на японски: 石原　繁):
 5 декември 1943 – 15 януари 1945

Капитан 1-ви ранг Сутеджиро Онода (на японски: 小野田捨次郎):
 15 януари 1945 – 22 март 1945

Капитан 1-ви ранг Хакао Кагаяма (на японски: 加賀山外雄):
 22 март 1945 – 2 септември 1945

## Коментари
1. ↑  Хромоникелова бронева стомана, съдържаща 0,43 – 0,53% въглерод, 3,7 – 4,2% никел и 1,8 – 2,2% хром. Аналог на по-ранната британска тип VH, и се произвежда в Япония от началото на 20-те години. Виж Лакруа и Уелс, с. 742 – 743.
2. ↑  Конструкционна стомана с повишена якост, съдържаща 0,35% въглерод и 0,8 – 1,2% манган. Виж книгата на Лакруа и Уелс, с. 742 – 743.
3. ↑  Други източници причисляват този торпедоносец към 29-та торпедоносна ескадрила на лекия самолетоносач „Кабот“ (USS Cabot (CVL-28)). Виж книгата на Лакруа и Уелс, с.347.